# Sophronica undulata
Sophronica undulata är en skalbaggsart som beskrevs av Stefan von Breuning 1943. Sophronica undulata ingår i släktet Sophronica och familjen långhorningar. Inga underarter finns listade i Catalogue of Life.